# Ophelina helgolandica
Ophelina helgolandica är en ringmaskart som beskrevs av Augener 1912. Ophelina helgolandica ingår i släktet Ophelina och familjen Opheliidae. Arten har ej påträffats i Sverige. Inga underarter finns listade i Catalogue of Life.